# Сукуба
У средњовековним легендама, сукуба (или сукубус; лат. succubus, succubi, од лат. succubare, што значи „лежати испод“) је женски демон који заводи мушкарце (поготово монахе) у сновима, наводећи их на сексуални чин. Сукуба црпи енергију из мушкараца, тако да се ови не могу суздржати, често до тачке исцрпљености или чак смрти. У предањима, сукубе су биле Лилит, Лилин и Русалка. 
По Malleus Maleficarum, сукубус скупља семе мушкарца којим инкубус касније оплоди другу жену. Сматрало се да су деца настала на овај начин подложнија утицају демона.
Оноре де Балзак је написао кратку причу Сукубус о суђењу жени за коју се 1271. године сматрало да је сукуба. Била је оптужена, између осталог, да своју дугу косу користи за хватање својих жртви. Од 16. века, кафане са скулптуром сукубе на улазу означаване су као јавне куће.